# Erstes Stadtkreisgericht Vilnius

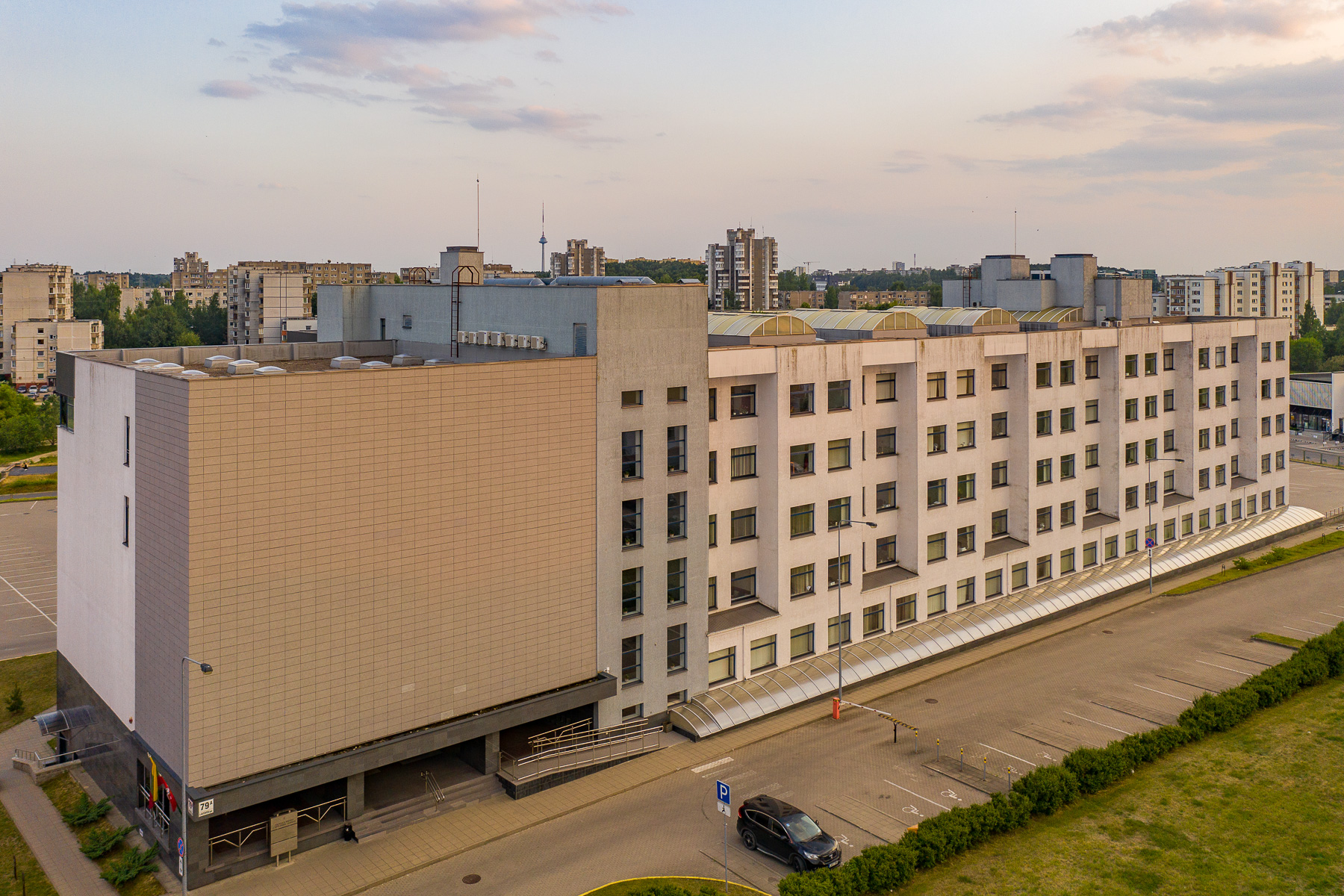
Das Gebäude des heutigen Stadtkreisgerichts Vilnius (2023), bis 2013 Sitz des 1. Stadtkreisgerichts Vilnius

Erstes Stadtkreisgericht Vilnius (lit. Vilniaus miesto pirmasis apylinkės teismas) war bis 2013 ein Kreisgericht in Litauen und eines der damals zehn Gerichte in der Hauptstadt der Republik (neben dem Kreisgericht Vilnius, dem Bezirksgericht Vilnius, Appellationsgericht Litauens, den anderen drei Stadtkreisgerichten u. a.). Das zuständige Territorium war ein Teil der Stadt Vilnius (die Stadtverwaltungsgemeinschaften Antakalnis, Fabijoniškės, Justiniškės, Pašilaičiai, Šeškinė, Šnipiškės, Verkiai, Viršuliškės, Žirmūnai und Žvėrynas).
Das Gericht der zweiten Instanz war das Bezirksgericht Vilnius.
Die Adresse war Laisvės pr. 79A, LT-08531, Vilnius-Pašilaičiai.

## Richter
- Gerichtspräsident: Stanislovas Juocevičius (* 1950) seit 2009
- Stellvertreter: Valerijus Paškevič